# Clérigos Regulares Menores
Clérigos Regulares Menores, comumente conhecidos como Padres Adorno ou caraciolinos, é uma ordem religiosa católica de padres fundada por São Francisco Caracciolo, Venerável Agostinho Adorno e Fabrício Caracciolo em 1588 em Villa Santa Maria, na região italiana de Abruzzo. A ordem é membro da família dos Clérigos Regulares e seu objetivo é a santificação de seus irmãos e do povo de Deus imitando em suas vidas o Mistério Pascal de Jesus Cristo. Seu motto é Ad Maiorem Dei Resurgentis Gloriam ("Pela Glória Maior d’O Deus Ressuscitado"). Suas letras pós-nominais são C.R.M.

## Fundadores

### Venerável Agostinho Adorno
O Venerável Agostinho Adorno, nascido João Agostinho Adorno, é considerado o primeiro fundador e o primeiro padre dos Clérigos Regulares Menores. Nasceu em Gênova, em 1551, filho de Michele e Nicoletta dei Campanari Adorno. A família de seu pai estava bastante envolvida na política de Gênova e seu pai era, além de senador, um respeitado cidadão. Sua mãe era conhecida por sua virtude e piedade religiosa.
Agostinho foi educado em diplomacia, no comércio e os estudos clássicos. Em 1573, foi enviado pelo pai para corte de Filipe II da Espanha, onde permaneceu por muitos anos e se tornou uma espécie de enviado de Gênova na corte espanhola, além de tratar dos assuntos financeiros de sua família na Espanha. Com o tempo, tornou-se um banqueiro na corte de Filipe II, emprestando dinheiro para rei e seus aliados. Foi em Valência que Agostinho se encontrou com São Luís Bertrand, que previu que ele fundaria uma ordem religiosa. Dois eventos foram decisivos para a decisão de Agostinho de abandonar sua promissora carreira de banqueiro e administrador financeiro dos negócios da família: a perda de uma grande quantia de dinheiro em dívidas de jogo e a morte de seu pai em 1578. Estes eventos fizeram-no perceber a importância das "coisas celestes" e que tudo na terra logo "teria fim".
Ao retornar para Gênova, Agostinho teve tempo para refletir sobre sua vocação e passou a se dedicar aos estudos em teologia e patrologia no seminário da cidade. Foi também em Gênova que Agostinho pensou pela primeira vez em fundar uma ordem. Aos 36 anos de idade, foi ordenado padre em 19 de setembro de 1587, na Igreja de Santa Restituta. Ele continuou a exercer suas atividades pastorais como membro da Confraternidade das Vestes Brancas da Misericórdia, em Nápoles, atendendo principalmente presidiários. Agostinho passou a frequentar também o "Hospital dos Incuráveis", onde ministrava para os enfermos e moribundos. Foi durante esta fase que ele se encontrou com Fabrício Caracciolo, um parente de São Francisco Caracciolo.

### São Francisco Caracciolo
Francisco Caracciolo nasceu Ascânio Caracciolo em 13 de outubro de 1563, em Villa Santa Maria, na região italiana de Abruzzo. Aos vinte e dois, vivia confortavelmente como um jovem nobre italiano do século XVI até que contraiu uma terrível doença de pele. Temendo a morte, jurou que, caso se curasse, dedicaria o resto de sua vida a Deus e, depois de uma milagrosa recuperação, começou a estudar para o sacerdócio e foi ordenado em 1587, aos vinte e cinco anos de idade. A primeira obra de Ascânio foi em Nápoles, com uma confraternidade que cuidava das necessidades espirituais dos presidiários e condenados à morte.
Em 1587, ele recebeu uma carta por engano uma carta endereçada a um parente seu, o padre Fabrício Caracciolo, abade de Santa Maria Maior, em Nápoles. Através dela, soube que o remetente, um padre chamado Agostinho Adorno, estava planejando fundar uma associação de padres que combinasse a vida pastoral ativa com a contemplação. O projeto tocou Ascânio e ele logo se juntou a Agostinho Adorno.

## História

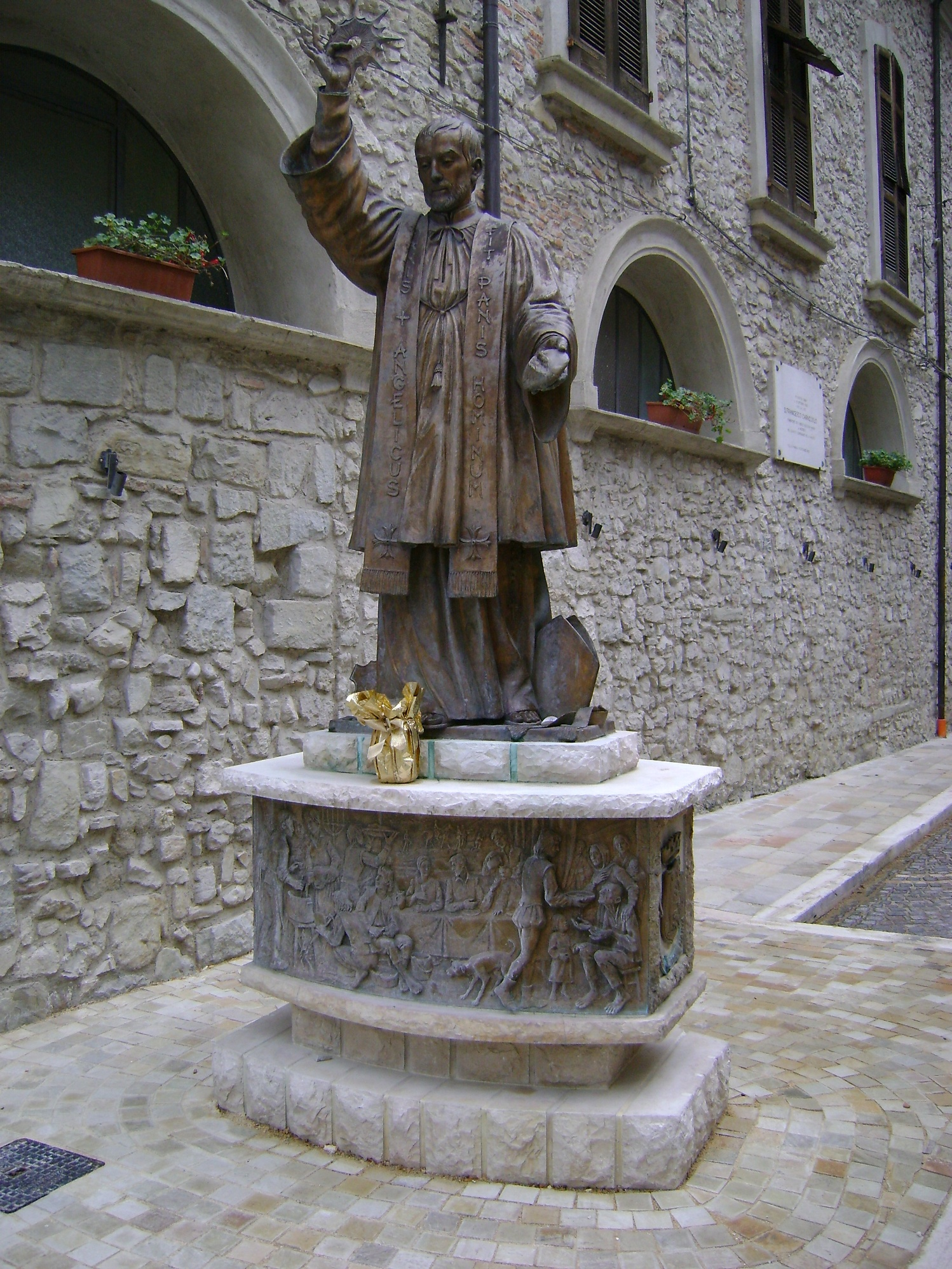
Estátua de São Francisco Caracciolo, o fundador da ordem, em sua cidade natal.

### Primeiros anos
Em 1588, os três padres se retiraram para um retiro camaldulense para escrever a primeira constituição da nova ordem. Além dos três conselhos evangélicos de castidade, pobreza e obediência, eles planejaram um quarto: a renúncia de qualquer dignidade eclesiástica. Eles recrutaram dez companheiros logo de início e fundaram a ordem. Em 1 de julho do mesmo ano, o papa Sisto V aprovou o grupo e, em 9 de abril de 1589, os co-fundadores fizeram seus votos solenes, quando Ascânio adotou o nome de Francisco, pelo qual seria depois conhecido.
Em 29 de setembro de 1591, Agostinho Adorno morreu prematuramente, com apenas 40 anos de idade. A maior parte de suas responsabilidades com relação à nova ordem recaíram sobre Francisco, que tornou-se o primeiro superior-geral da ordem e o ponto de referência para seus membros.
Em 1592, o papa Clemente VIII confirmou a ordem e aprovou oficialmente o seu típico quarto voto: não buscar honrarias eclesiásticas. Ele também nomeou, juntamente com a documentação necessária, a Igreja de Santa Maria Maior, em Nápoles, para a nova ordem.
Os membros da congregação, batizada de Clérigos Regulares Menores, passaram então a fazer os quatro votos planejados pelos fundadores. Os membros mantinham uma adoração perpétua perante o Santíssimo Sacramento, realizavam atividades missionárias entre os internados em hospitais e prisões e fundaram eremitérios para os que sentiam o chamado da vida contemplativa. Francisco realizou três viagens para a Espanha, onde fundou casas da ordem em Madrid, Valladolid e Alcalá. Ele ficou muito popular entre os fieis, como confessor e pregador, e seus fervorosos sermões valeram-lhe o apelido de "Pregador do Amor de Deus".
Em 1600, Francisco Caracciolo trabalhou intensamente abrindo novas casas na Espanha e na Itália. A igreja de San Lorenzo in Lucina, em Roma, que seria a igreja mãe dos Clérigos Regulares Menores por mais de três séculos, foi inaugurada por ele em 11 de junho de 1606.
Em 1607, Francisco sentiu a proximidade da morte e se retirou para se preparar. Sua saúde declinou rapidamente e, em 4 de junho de 1608, faleceu aos 45 anos. Seu corpo foi levado para Nápoles, onde é venerado até hoje. O texto revisado da constituição da ordem foi apresentado à Santa Sé pelo terceiro fundador, Fabrício Caracciolo, e foi aprovada pelo papa Paulo V através de uma carta apostólica em 8 de outubro de 1612. Em 25 de maio de 1615, Fabrício faleceu aos 60 anos de idade.

### Modernidade
Durante todo o século XVIII, a ordem se envolveu ativamente no processo de beatificação e canonização de Francisco e a proclamação final foi feita pelo papa Pio VII em 24 de maio de 1807. No final do século, a ordem já tinha cinco províncias (três na Itália e duas na Espanha) e aproximadamente 50 comunidades, com cerca de 800 religiosos afiliados. Os membros se dedicavam principalmente às atividade pastorais, ensinando em colégios e universidades, além de atuarem como consultares em várias congregações da Santa Sé, alguns recebendo missões específicas e delicadas, como foi o caso dos padres Ceru' e Soffietti, enviados ao Extremo Oriente para investigar a difícil controvérsia dos ritos.
O início do século XIX foi um período muito difícil para todas as ordens religiosas e particularmente para os Clérigos Regulares Menores. A Revolução Francesa, a supressão das ordens religiosas, os movimentos nacionalistas e outros fatores contribuíram para uma deterioração geral da ordem. Muitas casas foram suprimidas e confiscadas, diversos recursos religiosos foram secularizados e províncias inteiras desapareceram. No começo do século seguinte, a ordem estava reduzida a um punhado de casas e ainda menos membros, o que provocava dúvidas sobre seu futuro. Porém, com a ajuda de sucessivos papas, especialmente Bento XV, a ordem começou a reagir e, gradualmente, passou a se expandir novamente, primeiro na Itália, depois nos Estados Unidos, Alemanha e África.
Depois de um convite do arcebispo de Newark Thomas Walsh, o padre Michael De Angelis foi para os Estados Unidos em 1930, morando por algum tempo em Morristown, Nova Jérsei, como capelão das Irmãs Filippini. Depois de alguns anos, o arcebispo o nomeou pastor da Igreja de São José (Saint Joseph's Church), em Lodi, Nova Jérsei. Em 1 de abril de 1962, uma casa de estudos foi inaugurada em Ramsey, Nova Jérsei. Posteriormente, o Centro Adorno foi construído para preparar candidatos ao sacerdócio e à vida consagrada. Em 1989, a ordem aceitou a oferta do bispo de Charleston, Ernest L. Unterkoefler, e abriu um novo centro apostólico na paróquia da Imaculada Conceição, em Goose Creek, na Carolina do Sul, em 6 de junho.